# Petasiger pungens
Petasiger pungens är en plattmaskart. Petasiger pungens ingår i släktet Petasiger och familjen Echinostomatidae. Inga underarter finns listade i Catalogue of Life.